# 意大利女子甲組足球聯賽
意大利女子甲級足球聯賽（義大利語：Serie A Femminile，義大利語發音：[ˈsɛːrje ˈa]）是意大利的頂級女子足球職業聯賽，目前被電商平台eBay冠名贊助為eBay意大利女子甲級足球聯賽。賽事成立於1968年，自2018–19年球季起由意大利足球總會（FIGC）主辦，截至2024–25年賽季共有10支參賽隊伍。
聯賽中最成功球會是托雷斯，一共贏得七次冠軍。而現任冠軍則屬於羅馬，是他們連續兩年贏得聯賽冠軍。
意大利女子甲組足球聯賽在2022–23年球季起開始全面職業化，廢除了薪酬上限，並允許球隊向球員支付更高的薪金。 女子足球員亦成為首個女子運動全面職業化。 當中參賽隊數由12隊縮減至10隊。

## 聯賽賽制
聯賽設有兩個階段。於第一階段中，10 支球隊會以循環賽形式面對其他球隊兩次，一共比賽18場賽事。排名前五位球隊會進入第二階段中的冠軍賽圈（poule scudetto），而排名後五位的球隊會進入護級賽圈。兩個賽圈均會保留第一階段的分數展開第二階段賽事。於第二階段中，兩個賽圈內的球隊會各自再進行循環賽，一共比賽 10 場賽事。兩個階段完結後排名第一會被視為聯賽冠軍，而排名最後一隊需要降班到意大利乙組足球聯賽，排名尾二球隊則需要與乙組排名第二位球隊進行附加賽，以競逐來季的甲組聯賽席位。

## 參賽球隊
2024–25年意大利甲組足球聯賽共有10支參賽隊伍。 
| 球隊     | 城市     | 主場                    | 上季成績      |
| -------- | -------- | ----------------------- | ------------- |
| 科木     | 科莫     | 費魯喬體育場            | 第 7 位       |
| 費倫天拿 | 佛羅倫斯 | 維奧拉公園              | 第 3 位       |
| 國際米蘭 | 米蘭     | 公民競技場              | 第 5 位       |
| 祖雲達斯 | 都靈     | 維托里奧·波佐體育場     | 第 2 位       |
| 拉素     | 羅馬     | 福爾梅洛訓練中心        | 乙組，第 1 位 |
| AC米蘭   | 米蘭     | 維斯馬拉體育中心        | 第 6 位       |
| 拿玻里   | 那不勒斯 | 朱塞佩·皮科洛市政體育場 | 第 9 位       |
| 羅馬     | 羅馬     | 三泉體育場              | 第 1 位       |
| 森多利亞 | 熱那亞   | 拉西奧爾巴體育場        | 第 8 位       |
| 薩斯索羅 | 薩索羅   | 恩佐·里奇體育場         | 第 4 位       |

## 外部連結
- 官方网站